# Synthemis miranda
Synthemis miranda là loài chuồn chuồn trong họ Synthemistidae. Loài này được Selys mô tả khoa học đầu tiên năm 1871.